# Bilal Hassani
Bilal Hassani, född 9 september 1999 i Paris, är en fransk sångare som representerade sitt land i Eurovision Song Contest 2019 i finalen den 18 maj med låten ”Roi”. Han slutade på 16:e plats med 105 poäng. Han kom ut som homosexuell  den 23 juni 2017, dagen innan han var gästartist på Paris Pride.